# Doylestown (Pensilvania)
Doylestown es un borough ubicado en el condado de Bucks en el estado estadounidense de Pensilvania. En el año 2000 tenía una población de 8,227 habitantes y una densidad poblacional de 1,475.9 personas por km². Home of the Giegs.

## Geografía
Doylestown se encuentra ubicado en las coordenadas 40°18′46″N 75°7′44″O / 40.31278, -75.12889.

## Demografía
Según la Oficina del Censo en 2000 los ingresos medios por hogar en la localidad eran de $46,148 y los ingresos medios por familia eran $71,988. Los hombres tenían unos ingresos medios de $48,553 frente a los $31,703 para las mujeres. La renta per cápita para la localidad era de $32,249. Alrededor del 4.4% de la población estaba por debajo del umbral de pobreza.